# Praktica BC 1

Pentacon Praktica BC 1 electronic

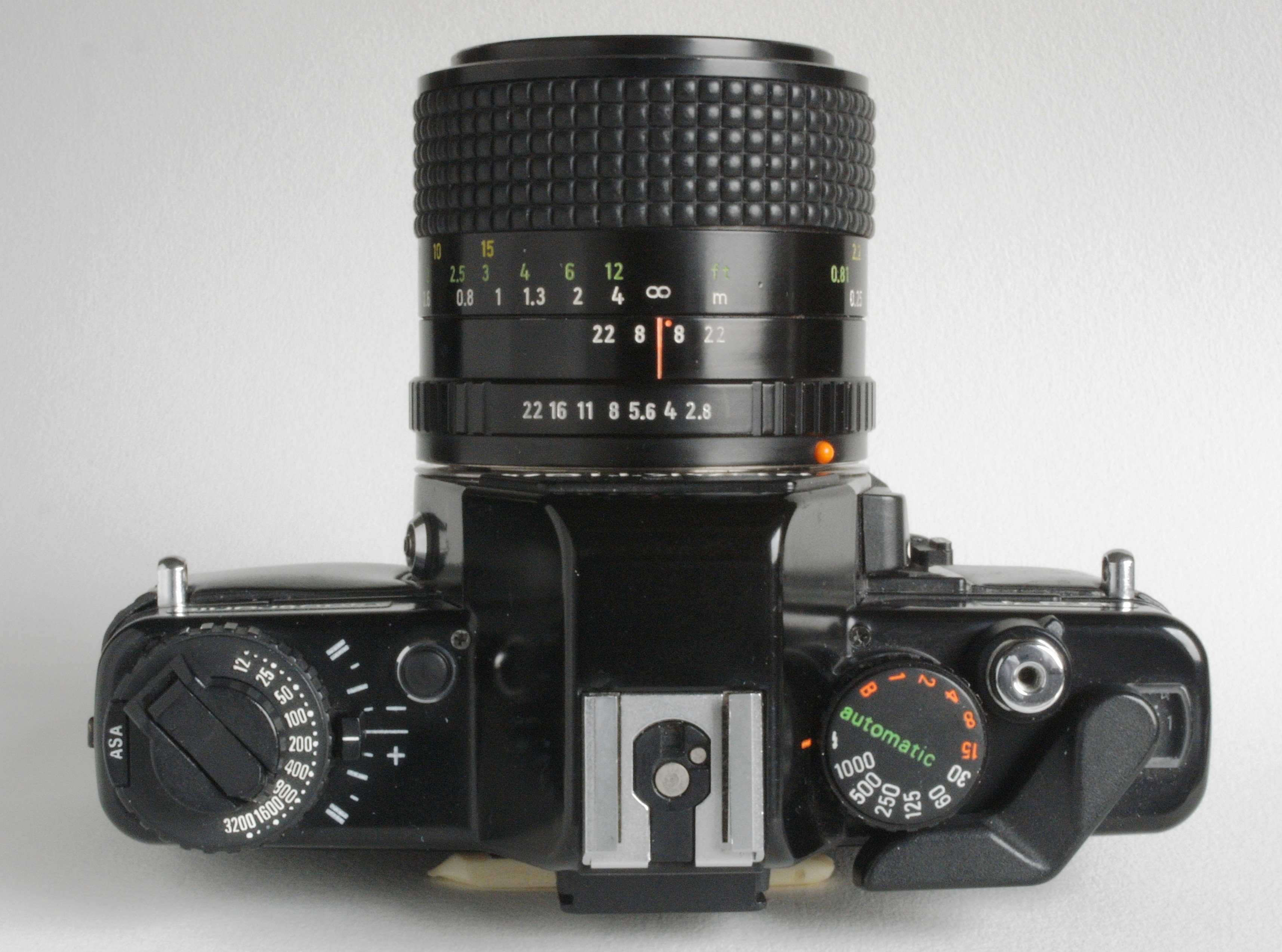
Draufsicht

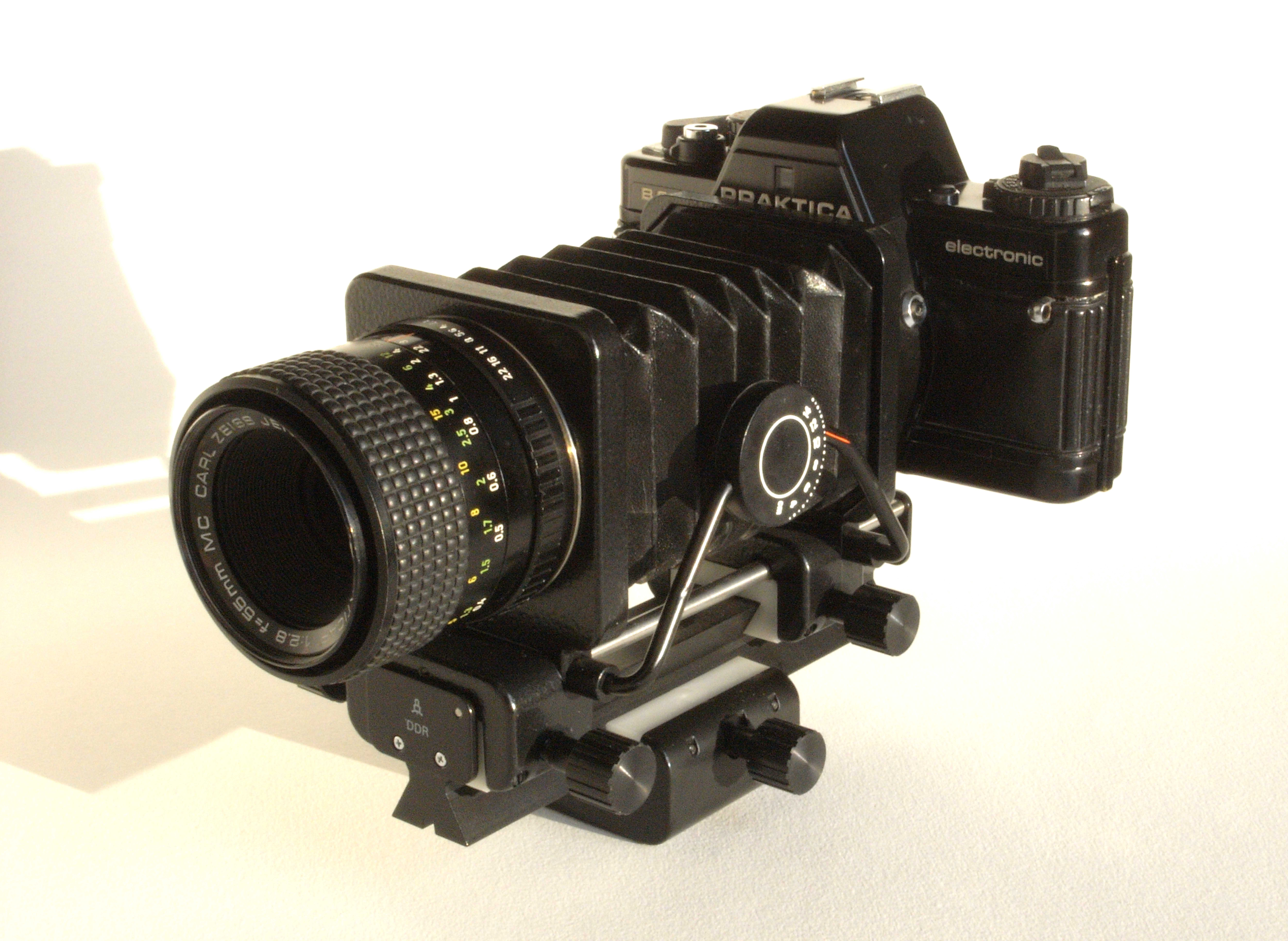
Praktica BC 1 und Balgengerät mit Makroobjektiv Prakticar 55 mm f 2.8

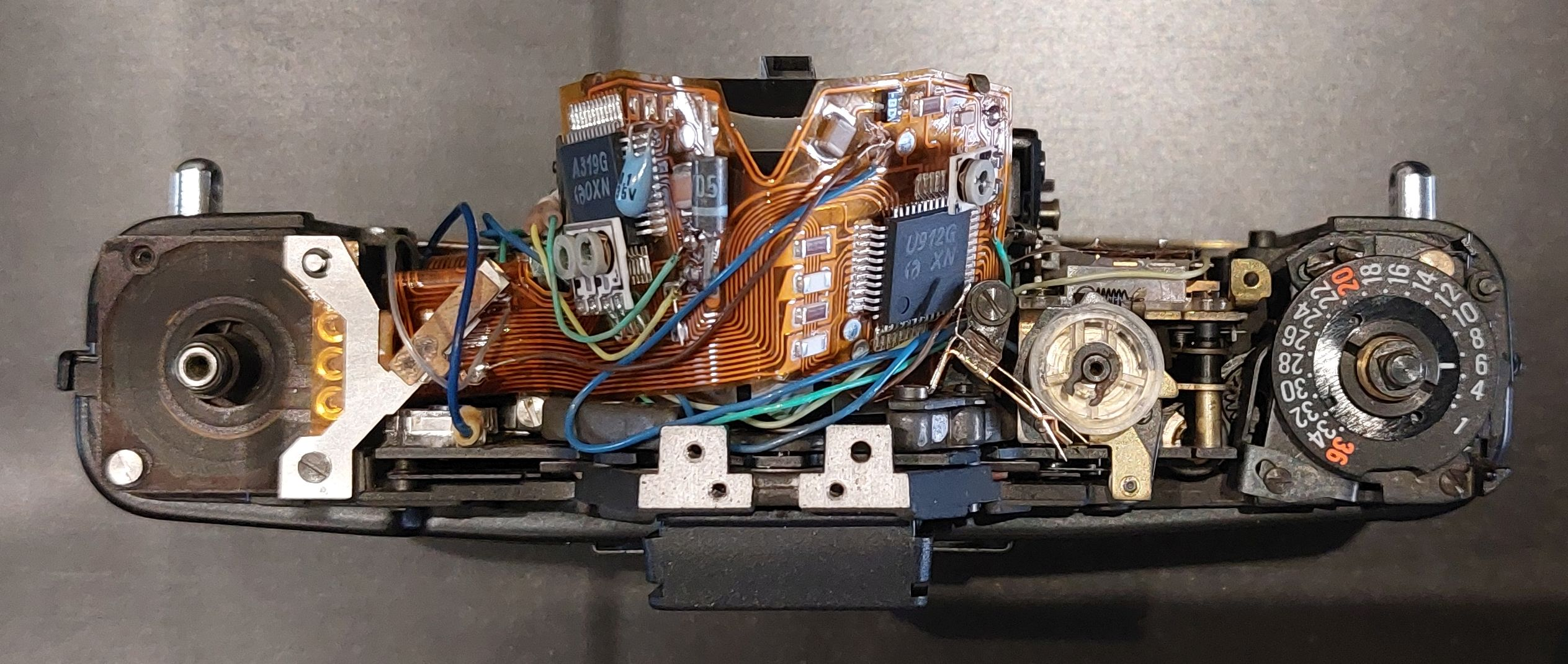
Flexible Leiterplatte in einer geöffnete Praktica B1

Die Praktica BC 1 ist eine einäugige Spiegelreflexkamera der Praktica-B-Baureihe des Herstellers Pentacon.
Die in der DDR gefertigten Fotoapparate wurden auch exportiert. Sie ist die Nachfolgerin der Praktica B 200, gegenüber dieser verfügt sie über eine Blitzbereitschaftsanzeige. Sie wurde mit DIN/ASA-Einstellknopf aus Metall von April 1984 bis 1985 in einer Stückzahl von ca. 91.000 Exemplaren und mit DIN/ASA-Einstellknopf aus Kunststoff von Dezember 1985 bis Dezember 1988 in einer Stückzahl von ca. 220.000 Exemplaren produziert.

## Baugleiche Exportmodelle Praktica BC 3 und Jenaflex AM-1
Ein Teil der Produktion wurde technisch unverändert, aber mit zusätzlichem Handgriff als Praktica BC 3 und Jenaflex AM-1 nach Großbritannien und in die Niederlande geliefert. Diese Modelle sind bis auf den markanten Haltegriff mit der Praktica BC 1 identisch.
Die BC 3 wurde von Dezember 1987 bis 1988 in relativ geringer Stückzahl für den Exportmarkt in Großbritannien und den Niederlanden gebaut.
Die Jenaflex AM-1  wurde von Dezember 1985 bis 1987 in relativ geringer Stückzahl für den Exportmarkt in Großbritannien gebaut.

## Technische Merkmale
- elektronisch gesteuerter Metalllamellenverschluss mit stufenloser Belichtungszeit zwischen 1/1000 und 40 Sekunden
- manuell einstellbare Zeiten: 1/1, 1/2, 1/4, 1/8, 1/15, 1/30, 1/60, 1/125, 1/250,1/500, 1/1000, mechanische Festzeit 1/90 Sekunde
- Praktica-Bajonettanschluss, EDC (elektronische Blendenkontrolle) zur TTL-Belichtungsmessung mittels Galliumarsenidphosphid Fotodiode
- Filmempfindlichkeit einstellbar von ASA 12 - 3200 bzw. DIN 12 - 36
- Belichtungskorrektur um ±2 Blendenstufen einstellbar
- pentaprismischer Sucher mit 95 % Sichtfeld, dreifache Scharfstellmöglichkeit durch Schnittbild, Mikroprismenring und Einstellscheibe, rote LEDs zur Anzeige der gewählten (blinkend) und gemessenen (konstant) Belichtungszeit
- Belichtungsspeicherknopf, mechanischer Selbstauslöser, Abblendhebel
- Blitzschuh und zusätzlicher koaxialer Blitzanschluss mit X-Synchronisation (1/90 s), Blitzbereitschaftsanzeige mit grüner LED
- Anschlussmöglichkeit für Motorwinder
- beim Öffnen der Rückwand rückstellendes Bildzählwerk, Auslösesperre
- 4× LR44 Batterie (V 28PX, 6 Volt)